# Zentrum Kreuzberg
Il Zentrum Kreuzberg (letteralmente: "centro di Kreuzberg"; in passato: Neues Kreuzberger Zentrum o NKZ – "nuovo centro di Kreuzberg") è un grande edificio residenziale multipiano di Berlino, che domina la piazza del Kottbusser Tor nel quartiere di Kreuzberg.
Per il suo aspetto massiccio, violentemente inserito in una piazza storica, e per i numerosi problemi che ne interessarono la costruzione e che hanno ancora oggi conseguenze rilevanti sulla qualità abitativa, l'edificio è assurto a simbolo negativo della speculazione edilizia nella Berlino Ovest del dopoguerra.

## Storia
La costruzione del Neues Kreuzberger Zentrum venne decisa nell'ambito di piano di risanamento urbanistico della zona, caratterizzata da un'edilizia ottocentesca di scarsa qualità e in pessime condizioni di manutenzione: elemento qualificante del piano, che avrebbe richiesto estese demolizioni del tessuto urbano, era la costruzione di due autostrade urbane lungo il tracciato dell'Erkelenzdamm (tangenziale est) e dell'Oranienstraße (tangenziale sud), che si sarebbero incrociate con uno svincolo posto sull'Oranienplatz.
Le caratteristiche dell'edificio, molto sviluppato in lunghezza e in altezza, furono determinate dalla necessità di creare una barriera visiva e acustica fra le due autostrade poste a nord e la zona residenziale a sud.

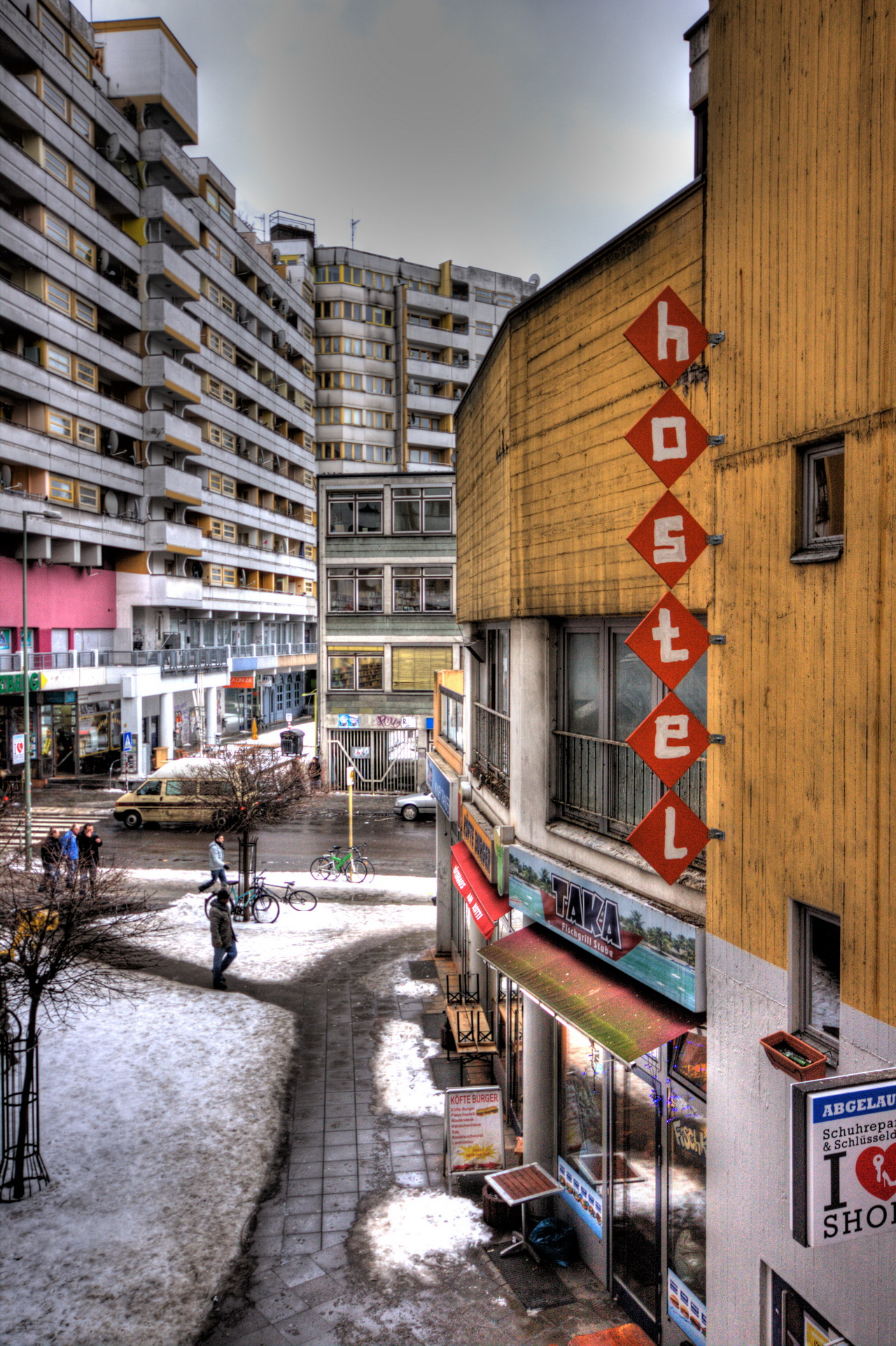
Un passaggio pedonale interno al complesso

Il progetto venne redatto dagli architetti Wolfgang Jokisch e Johannes Uhl, e i lavori di costruzione ebbero inizio nel 1969. Poiché l'impresa di costruzione venne obbligata a terminare i lavori entro il 1974 per non perdere le esenzioni fiscali previste per i grandi progetti edilizi a Berlino Ovest, gli espropri delle vecchie case da abbattere dovettero procedere rapidamente, con il prevedibile svilupparsi di un forte movimento di opposizione fra gli abitanti. Anche la costruzione fu affrettata e incompleta, rendendo necessari diversi lavori di manutenzione straordinaria già dai primi anni, tuttavia non risolutivi. Fra le conseguenze di questa difficile situazione vi furono un continuo ricambio degli abitanti e un'ampia percentuale di spazi commerciali e artigianali che rimasero sfitti.
Negli anni ottanta, nell'ambito dell'IBA, vennero proposte alcune modifiche urbanistiche: di queste si concretizzò la trasformazione del parcheggio multipiano posto dietro l'edificio (mai entrato in funzione) in una scuola materna, su progetto degli architetti Frowein e Spangenberg.
In anni recenti sono stati girati due film dedicati al Zentrum Kreuzberg: Gebaute Bewegung (2014) di Knut Klaßen, Carsten Krohn e Karsten Schubert, e Kobuto (2016) di Peter Behrbohm e Masen Khattab.

## Caratteristiche

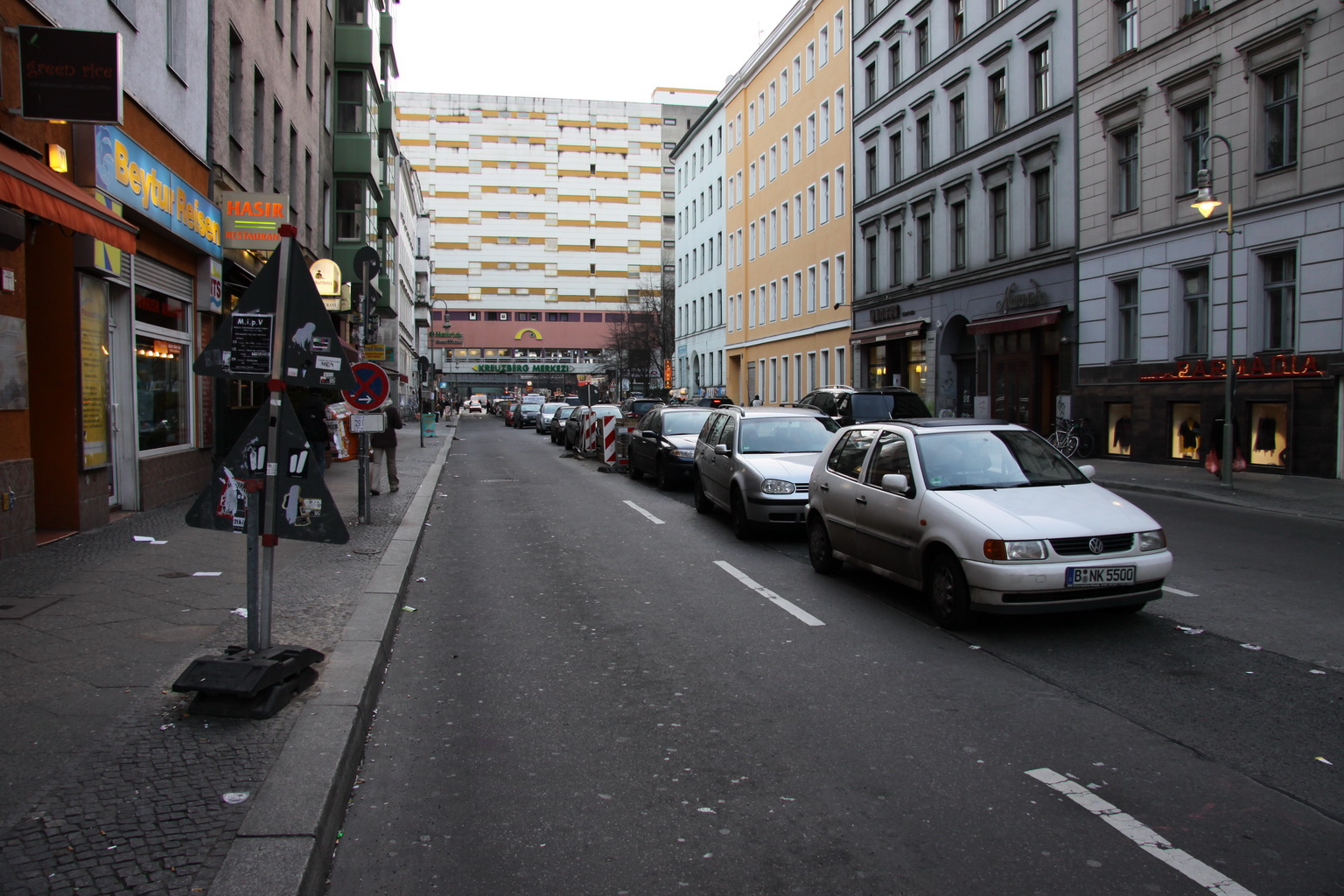
La Adalbertstraße scavalcata dal Zentrum Kreuzberg

L'edificio, sviluppato in lunghezza, ha forma semicircolare spezzata e definisce l'intero lato settentrionale della piazza; le due strade che storicamente si immettevano nella piazza stessa, la Adalbertstraße e la Dresdner Straße, sono scavalcate dal grande blocco edilizio (la Dresdner Straße è raggiungibile solo attraverso un angusto passaggio pedonale).
Il corpo principale del complesso, che ospita 367 appartamenti, conta 12 piani; ad esso sono uniti diversi corpi bassi destinati ad attività artigianali e commerciali.
Il disegno architettonico, caratterizzato dalla forte plasticità dei volumi e delle facciate, si ispira alle teorie scharouniane del "paesaggio urbano" disegnato da grandi organismi edilizi immersi nel verde; tuttavia, l'inserimento dell'edificio in un'area densamente edificata e del tutto priva di spazi verdi ne compromette fortemente l'effetto.